# Fekete Mária (labdarúgó)
Fekete Mária (1973. augusztus 18. –) válogatott labdarúgó, csatár.

## Pályafutása

### A válogatottban
1994-ben egy alkalommal szerepelt a válogatottban.

## Sikerei, díjai
- Magyar bajnokság
  - bajnok: 1997–98
- NB II
  - bajnok: 1999–00

## Statisztika

### Mérkőzése a válogatottban
| Magyarország | Magyarország      | Magyarország | Magyarország | Magyarország | Magyarország  | Magyarország | Magyarország | Magyarország |
| #            | Dátum             | Helyszín     | Hazai        | Eredmény     | Vendég        | Kiírás       | Gólok        | Esemény      |
| ------------ | ----------------- | ------------ | ------------ | ------------ | ------------- | ------------ | ------------ | ------------ |
| 1.           | 1994. április 29. | Tiszakécske  | Magyarország | 1 – 0        | Lengyelország | barátságos   | -            | 89'          |
|              | Összesen          |              |              | 1            | mérkőzés      |              | 0            | gól          |